# Броненосці типу «Осіо»
Броненосці типу «Осіо» ( фр. Classe Ocean - серія з трьох барбетних-батарейних броненосців, побудованих для ВМС Франції в кінці 1860-х - початку 1870-х років. Перші барбетні броненосці у французькому флоті. Були виготовлені з дерева, з використанням деяких залізних елементів у конструкції корпусу, і обшиті кованої залізною бронею. Утилізовані у 1890-ті рр.

## Історія
Броненосці типу «Осіо» були спроектовані головним конструктором французького флоту Дюпюї де Ломом як поліпшена, більш відповідає вимогам броненосної ери, версія броненосців типу «Прованс». Швидке зростання кількості британських броненосців, запровадження броненосців іншими флотами, привів до того, що до кінця 1860-х основними цілями для французьких броненосців були вже не дерев'яні кораблі, а саме броненосці противника. Батарейні броненосці з великою кількістю відносно легких гармат були неефективні проти ворожих броненосних кораблів, що наочно продемонструвала битва біля Лісси.
Щоб забезпечити ефективне ураження броненосців противника, потрібно встановити на корабель важчі нарізні гармати. Оскільки вони були істотно важче звичайних гармат того часу, то встановити їх на броненосець, не збільшуючи розмірів корабля, можна було лише кілька. Надзвичайно обмежені сектори обстрілу гармат стандартних бортових батарей підштовхували до висновку, що установка у них нечисленних важких гармат буде  неефективним та потрібно якесь інше рішення.

## Конструкція

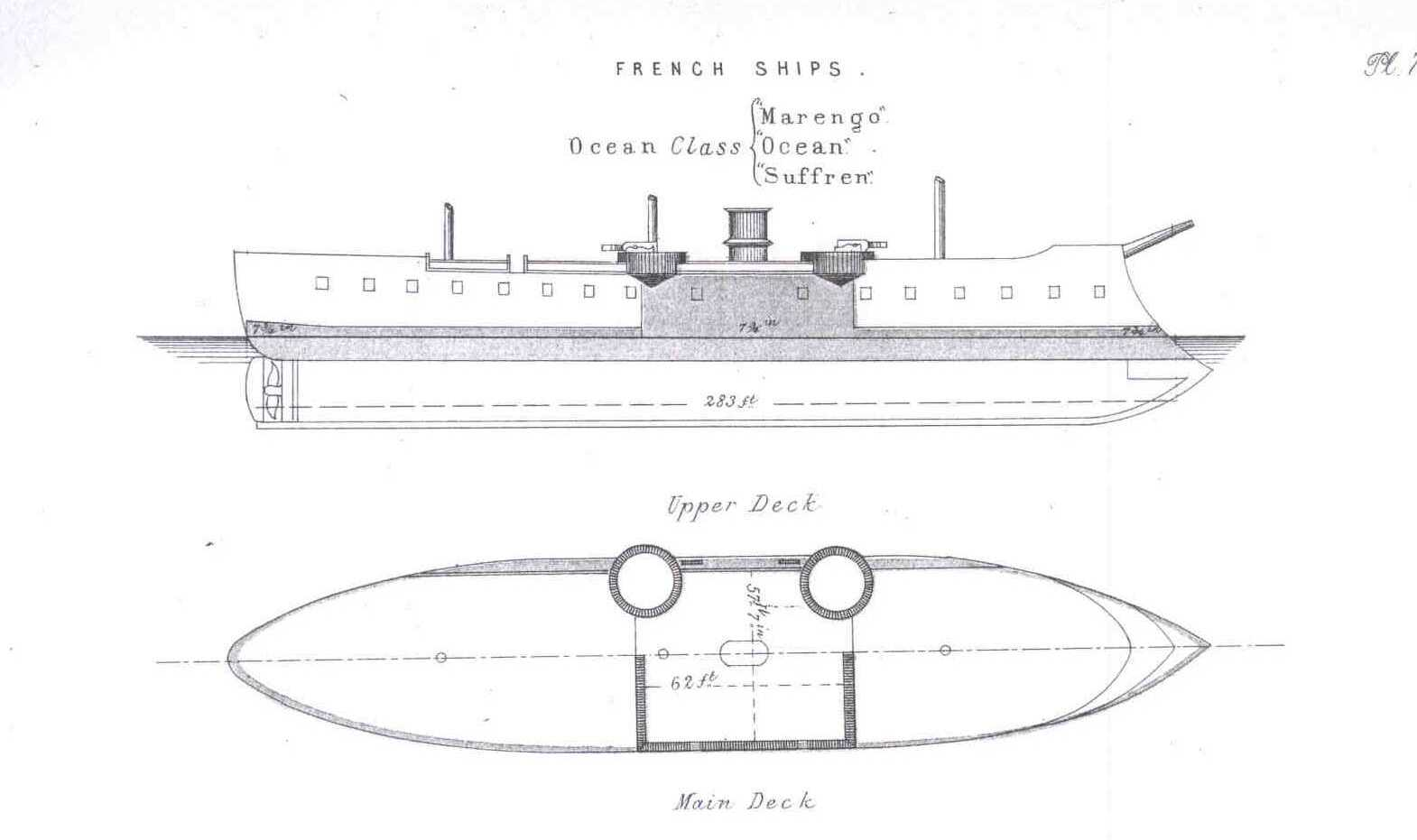

Маючи водотоннажність близько 7580 тонн, нові французькі броненосці мали довжину в 87,73 метра, ширину в 17,52 метра і осадку в 8,99-9,07 метра. Вони мали характерний для французької школи кораблебудування сильний завал бортів всередину,а також звичайний  для другої половини XIX століття ніс з виступаючим вперед тараном. Вперше у французькій практиці, дерев'яні корпуси кораблів були розділені трьома залізними водонепроникними поздовжніми перегородками - що, теоретично, мало забезпечити живучість при отриманні підводних пробоїн. Але на практиці наявність лише чотирьох водонепроникних відсіків була явно недостатнім.

### Озброєння
Основне озброєння кораблів складалося з чотирьох 274-міліметрових гармат, змонтованих у барбетних установках на верхній палубі. Чотири барбета розміщувалися квадратом навколо єдиної труби: таким чином по два важкі гармати стріляли на кожен борт і по два - на ніс чи корму. Ці гармати були найпотужнішими для свого часу зразками нарізної артилерії з довжиною ствола в 18 калібрів: вони стріляли 216-кг снарядом з початковою швидкістю до 434 м/с і мали пробивну силу достатню, щоб пробити біля цівки ствола залізну плиту товщиною в 360 міліметрів  .
Вторинне озброєння корабля розміщувалося в центральній батареї під барбетами. Основу його складали шість (на "Осіо" - вісім) 240-міліметрових 19-каліберних гармат. Спочатку саме ці гармати мали стати основним озброєнням кораблів, але в ході будівництва було вирішено, що вони мають недостатню пробивну силу. На "Маренго" і "Сюффрені" також стояли по сім 138-міліметрових гармат, призначених для стрільби розривними снарядами по дерев'яним кораблям чи неброньованим цілям. У 1880-х 138-міліметрові гармати зняли, замінивши їх більш сучасними 120-міліметровими. Також кораблі отримали по 12 37-міліметрових револьверних гармат Гочкісса для захисту від міноносців.
Підводне озброєння корабля становив 3-метровий бронзовий таран, вагою близько 20 тонн. У 1880-х він був доповнений чотирма надводними 356-мм торпедними апаратами.

### Броньовий захист
Уздовж ватерлінії кораблів тягнувся броньовий пояс, товщиною 178-203 мм. Він враховував тенденцію появи більш важких гармат, які здатних пробивати все товщу броню, і відповідно неможливість вже забезпечити рівномірний і повний захист усього борту корабля. Поза межами броньовий батареї, дерев'яний борт захищався лише тонкими 15-міліметровими сталевими листами, котрі служили для захисту від осколків і палаючих уламків.
Батарея головного калібру розташовувалася у центрі корпусу. Вона являла собою високий каземат, захищений з усіх боків 160-мм плитами, у якому стояли 240-міліметрові гармати.
На даху каземату розміщувалися барбетні установки. Вони представляли собою незамкнуті кільця з 152-міліметрової броні, розташовані на верхній палубі. 274-міліметрові гармати розміщувалися всередині броньованої огорожі на обертових платформах, і стріляли поверх кільця броні. Незамкнуті краї барбетів були звернені всередину (до труби в центрі) і служили для подачі боєприпасів з нижніх палуб.

### Силова установка
Кораблі мали горизонтальну зворотно-поступальну машину потужністю близько 3600-4100 к.с. Вісім овальних котлів дозволяли розвинути швидкість близько 13,5-14,3 вузлів. Запас вугілля в 650 тонн забезпечував 5600-км плавання на швидкості у 10 вузлів. Для економії вугілля, кораблі несли повне вітрильне оснащення.

## Служба

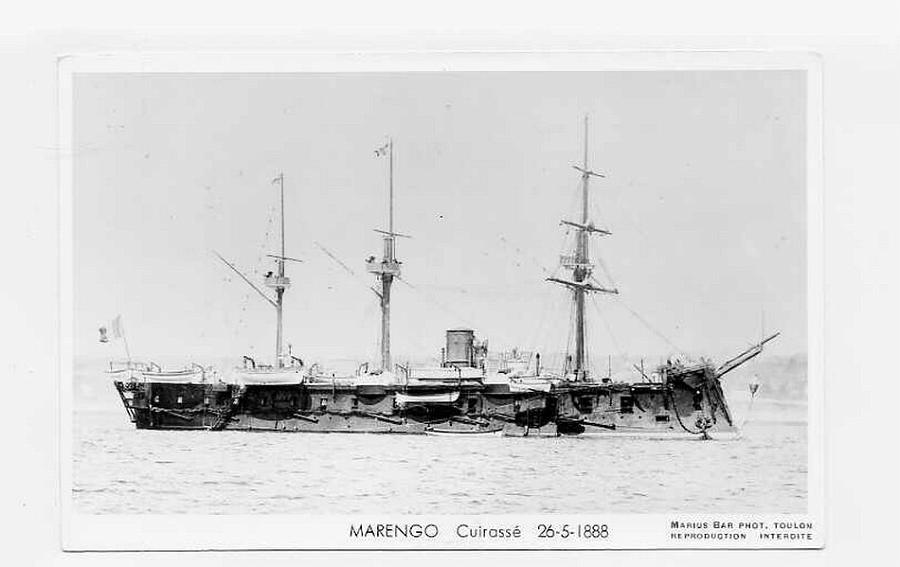

Броненосці були замовлені і закладені у липні 1865 року. До франко-пруській війни 1870-1871 був готовий тільки «Осіо», який в 1870 закінчував свою першу кампанію, але був екстрено споряджений для продовження служби. У складі загону адмірала Бує він блокував балтійське узбережжя Німеччини, до того моменту як був відкликаний 19 вересня. Після цього, корабель служив у Еволюційній Ескадрі до 1875 року, поки не був поміщений в резерв. Повторно включений до складу діючого флоту лише в 1879. У 1880-х він пройшов модернізацію, після якої був приписаний до Північного ескадрону, служив в ньому до 1888 року, після чого повернувся на Середземне Море і був переведений в розряд навчально-артилерійських судів в 1891 році.

## Оцінка проекту
Броненосці типу «Осіо» були першими морехідними броненосцями Франції, орієнтованими на бій саме з іншими броньованими кораблями. Французи досить вдало на певному етапі вирішили це завдання: барбетні установки забезпечували ефективне і досить легке наведення гармат у широкому секторі , а казематні доповнювали бортовий залп. Можливість погонного вогню з барбетних гармат також істотно збільшувала можливості броненосця у рамках панівної на той час таранної тактики.
Недоліком броненосців було велике перевантаження, через яке їх метацентрична висота становила менше 0,5 метра. Причиною були високо розташовані барбетні гармати: теоретично, можна було компенсувати цей недолік, відмовившись від вітрил, але на це французькі інженери піти ще не могли через недостатню ефективність парових машин. Крім того, кораблі мали дерев'яні корпуси, що робило уразливими до пожеж та не дозволяло ефективно розділити їх на водонепроникні відсіки. Три поперечні перебирання могли вважатися лише мінімально прийнятними засобами захисту від підводних пробоїн.